# Rocambole et l'Héritage du marquis de Morfontaine
Pour les articles homonymes, voir Rocambole.
Pour plus de détails, voir Fiche technique et Distribution.
Rocambole et l'Héritage du marquis de Morfontaine est un film français réalisé par Georges Denola, sorti en 1914, qui met en scène le héros de Ponson du Terrail.
Il s'agit du troisième épisode d'une série de trois films, tournés simultanément par Georges Denola avec les mêmes acteurs. Le premier épisode — La Jeunesse de Rocambole (ou Rocambole) — est sorti le 20 mars 1914 et le second — Les Exploits de Rocambole (ou Le Nouveau Rocambole) — le 15 mai 1914

## Fiche technique
- Titre : Rocambole et l'Héritage du marquis de Morfontaine
- Réalisation : Georges Denola
- Scénario : d'après l'œuvre de Pierre Alexis de Ponson du Terrail
- Photographie :
- Montage :
- Producteur :
- Société de production : Société cinématographique des auteurs et gens de lettres (S.C.A.G.L)
- Société de distribution :  Pathé Consortium Cinéma
- Pays d'origine :  France
- Langue : film muet avec les intertitres en français
- Format : Noir et blanc — 35 mm — 1,33:1 — Muet
- Métrage : 1 500 mètres
- Genre : Film dramatique
- Durée : 50 minutes
- Numéro de catalogue Pathé : 6838
- Dates de sortie :
  -  France : 24 juillet 1914

## Distribution
- Gaston Silvestre : Rocambole
- Paul Escoffier : Andrea de Kergaz
- Jean Hervé : Armand de Kergaz
- Georges Dorival : le marquis de Morfontaine
- Émile Mylo : le marinier
- Louis Blanche : le domestique écossais
- Georges Tréville : le baron de Passcroix
- Madeleine Céliat : Baccarat
- Jean Ayme :
- Pépa Bonafé :
- Andrée Pascal
- Cécile Guyon
- Delphine Renot